# Windham (New Hampshire)
Pour les articles homonymes, voir Windham.
Windham est une municipalité américaine située dans le comté de Rockingham au New Hampshire. Selon le recensement de 2010, sa population est de 13 592 habitants.

## Géographie
La municipalité s'étend sur 27,86 milles carrés (72,16 km2), dont 1,06 milles carrés (2,75 km2) d'étendues d'eau.

## Histoire
D'abord une simple paroisse de Londonderry, Windham devient une municipalité en 1741. Elle est nommée en l'honneur de Charles Wyndham (2e comte d'Egremont).

## Démographie
La population de Windham est estimée à 14 481 habitants au 1er juillet 2016.
Le revenu par habitant était en moyenne de 50 932 dollars par an entre 2012 et 2016, largement au-dessus de la moyenne du New Hampshire (35 264 dollars) et de la moyenne nationale (29 829 dollars). Sur cette même période, 3,7 % des habitants de Windham vivaient sous le seuil de pauvreté (contre 7,3 % dans l'État et 12,7 % à l'échelle des États-Unis).